# ОК ВА 014
ОК ВА 014 је српски одбојкашки клуб из Ваљева. Из спонзорских разлога пун назив клуба тренутно гласи ВА 014 Горење.

## Историја
Клуб је основан 27. новембра 2010. године. Пред почетак сезоне 2016/17. потписао је уговор о спонзорству са компанијом Горење. Пласман у Суперлигу Србије први пут је изборио 2018. године. 